# O Descarte
O Descarte é um filme brasileiro de 1973, do gênero drama policial, dirigido por Anselmo Duarte, com roteiro do próprio Anselmo e de Flávio Vieira baseado em seu romance Um Crime Perfeito.

## Sinopse
Jovem viúva da alta sociedade começa a ter distúrbios mentais após presenciar o acidente que matou seu marido. Seu posterior relacionamento com Bruno a fazem definhar, física e moralmente.

## Elenco
- Ronnie Von .... Bruno[nota 1]
- Glória Menezes.... Cláudia Land
- Fernando Torres.... dr. Pedro Oliveiros
- Mauro Mendonça.... comissário Aguiar
- Rosita Thomaz Lopes.... Ana (empregada de Cláudia)
- Célia Biar.... Renata
- Leda Valle .... Lisa
- Olivier Perroy.[1] Eduardo
- Vera Gimenez.... Lílian
- Maria Amélia Marcondes Ferraz .... Teresa
- Abel Pera .... garçom míope
- Alcione Mazzeo.... garota legal da boate[1]
- Elisa Fernandes.... garota moderna da boate[1]
- Carlos Vereza.... motoqueiro (participação especial)[1]
- Ziembinsky.... Victório Lipp
- Carlos Eduardo Dolabella.... Ricardo (participação especial)[1]
- Heloísa Helena.... mulher do bar (participação especial)[1]
- Ibrahim Sued.... ele mesmo (participação especial)[1]
- Enoch Batista.[1] carteiro
- Daniel Filho.... Bruno (voz)
- Hyeda Rocha

## Prêmios
Instituto Nacional de Cinema (Prêmio Coruja de Ouro) (1973)
- Melhor edição

Diploma de Mérito dos Diários Associados (1974)
- Melhor atriz (Glória Menezes)
- Melhor Direção
- Melhor Montagem